# Pistacia atlantica
Pistacia atlantica is een soort uit de pruikenboomfamilie (Anacardiaceae). Het is een bladverliezende tot semi-altijdgroene struik of boom met een dichte, brede en ronde kroon. Deze struik of boom kan tussen de 3 en 15 meter hoog worden.
De soort komt voor op de Canarische eilanden, in Zuid-Europa en Noord-Afrika en in West-Azië tot op het Arabisch schiereiland in het zuiden en in het Himalayagebergte in het oosten. Hij groeit op droge en steenachtige hellingen, op begraafplaatsen en akkerranden en in bermen. De soort staat op de Rode Lijst van de IUCN geklasseerd als 'gevoelig'.
De vruchten hebben een terpentijnsmaak en bevat een enkel zaadje. Uit deze zaadjes wordt een olie geperst. Daarnaast worden de zaadjes gebruikt voor het looien en voor het maken van zeep. Uit de schors wordt een hars verkregen die gebruikt wordt als kauwgom om de adem te verfrissen. Verder wordt de hars gebruikt om huidaandoeningen zoals schurft te behandelen, als oplossing voor steenpuisten, als ontharingsmiddel en in parfums en cosmetica. De jonge bladeren worden gekookt en kunnen als groente gegeten worden. 